# Ikaria (La Défense)
Ikaria est une œuvre d'Igor Mitoraj. C'est l'une des œuvres d'art de la Défense, en France.

## Description
L'œuvre est située dans le quartier du Faubourg de l'Arche. La sculpture en bronze représente une statue ailée sans tête ; une main retenant son pied droit semble l'empêcher de prendre son envol.

## Historique
L'œuvre est créée en 1987 et installée en 2000.